# The Wily Chaperon
The Wily Chaperon er en amerikansk stumfilm fra 1915 af Thomas Ricketts.

## Medvirkende
- Charlotte Burton som Mrs. Brown Smith.
- Harry von Meter som Julius Stern.
- Vivian Rich som Myrtle Stern.
- David Lythgoe som Dick Willis.
- Louise Lester som Mrs. Jennings.